# Llenguado
El llenguado (Solea solea o Solea vulgaris) és un peix de l'ordre dels pleuronectiformes i de la família dels soleids que té els ulls al costat dret. També és conegut com a palaia o palaia vera (com a palaí, el jove) a diferents zones del País Valencià, i com a ruarda en rossellonès.

## Morfologia
- Talla: màxima de 90 cm, comuna entre 15 i 45 cm.
- Cos oval i comprimit, amb els tres ulls, relativament, pròxims entre si i situats sobre el costat dret; el superior a una distància, del perfil dorsal, superior al seu diàmetre.
- Escates d'aspecte quadrat i rugoses (ctenoides).
- Línia lateral, que consta de 976 a 1000 escates, rectilínia, formant una dolça corba per damunt del cap.
- Rostre quadrat.
- Boca arquejada; la comissura anal arriba al nivell mitjà de l'ull inferior.
- Origen de l'aleta dorsal, més prop de l'extrem del rostre que del marge anterior de l'ull.
- La pectoral de la cara ocular, amb 9 o 10 radis i una mica més grossa que la de la cara cega.
- La caudal és arrodonida, unida al darrer radi de l'anal i de la dorsal per una membrana ben desenvolupada.
- Coloració de la cara ocular marró o grisenca, amb taques fosques i difoses.
- La pectoral de la cara ocular, amb una taca fosca sobre la meitat distal.
- Aletes caudals, orlades de negre.

## Comportament
Espècie bentònica sobre fons de sorra i fang, de les aigües costaneres fins a poc més dels 100m.

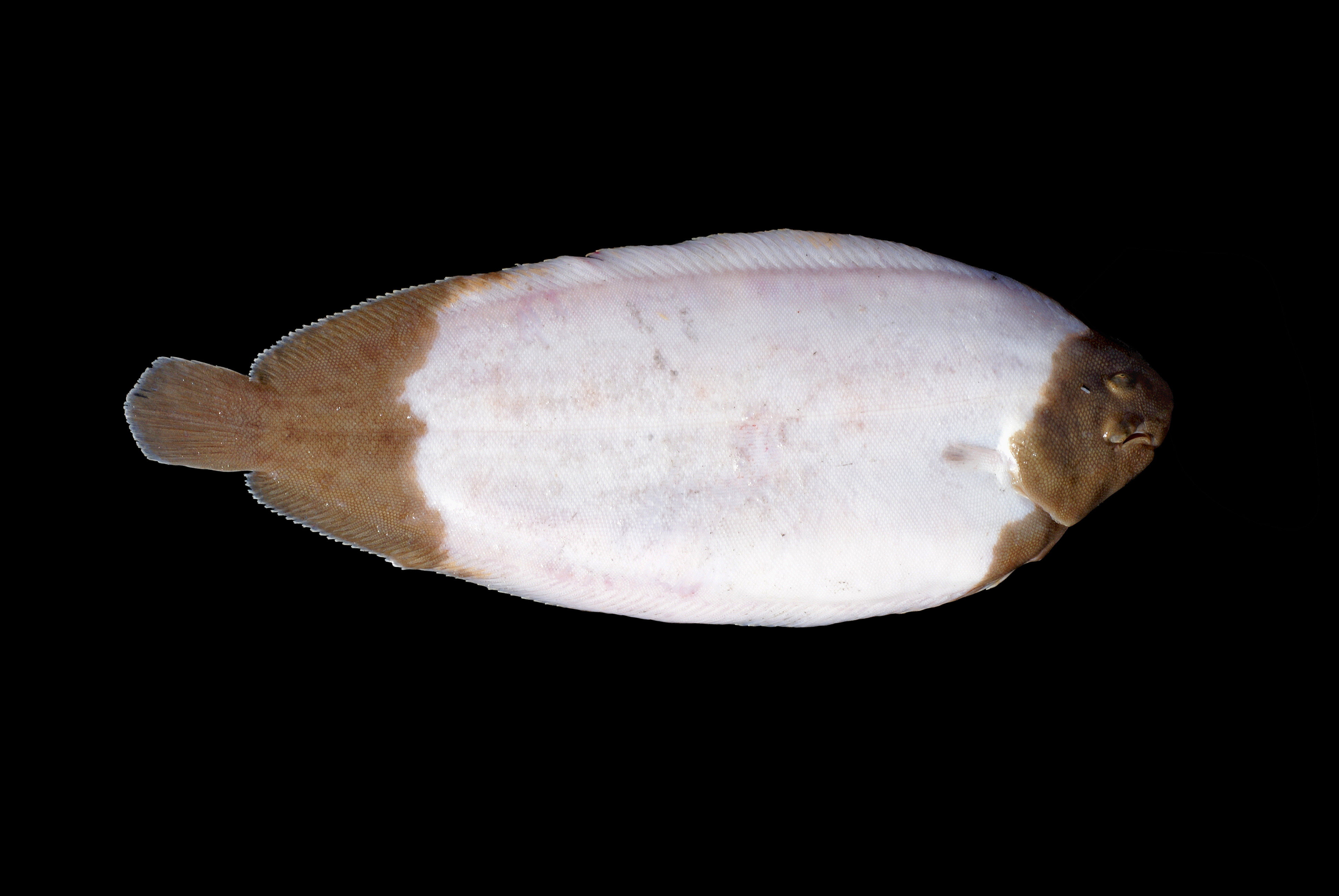
Llenguado albí de la costa belga

 S'alimenta, principalment, de cucs, mol·luscs i petits crustacis. Maduren sexualment entre l'edat 3 i 5 anys (25 cm). La reproducció té lloc entre gener i agost.
La longevitat establerta és de 24 anys, en el cas dels mascles, i 27 anys per a les femelles.

## Distribució geogràfica
Es troba a tota la Mediterrània, excepte a la mar Negra i a l'Atlàntic oriental, des de Noruega fins al Senegal.

## Pesca
La pesca és de tipus semiindustrial i artesanal, principalment amb arts de platja, d'arrossegament, tremalls i palangres de fons. La carn és bastant apreciada i d'interès comercial. Talla mínima legal de captura: 20 cm. En forma de filet es pot confondre amb altres peixos con el panga.